# Öffentliches Gesundheitsportal Österreichs
Das Öffentliche Gesundheitsportal Österreichs (GESUNDheit.gv.at) ist ein Gesundheitsportal, das seit 2010 vom Bundesministerium für Soziales, Gesundheit, Pflege und Konsumentenschutz herausgegeben wird. Nach Angabe des Herausgebers bietet das Portal unabhängige, qualitätsgesicherte und serviceorientierte Informationen rund um die Themen Gesundheit und Krankheit.

## Inhalte und Qualitätssicherung
GESUNDheit.gv.at bietet Inhalte aus den folgenden Themenbereichen:
- Gesund Leben
- Krankheiten (mit Symptomen, Ursachen, Therapiemöglichkeiten und weiteren Informationen)
- Diagnose und Labor (Bedeutung von Laborbefunden, Untersuchungsmethoden)
- Gesundheitsleistungen (Informationen unter anderem zu den Gesundheitsberufe, Gesundheitsförderung, Gesundheitswesen, Versorgungsmaßnahmen und Versorgungseinrichtungen, Therapeutika, Patientenrechten)
- Services (Suche unter anderem nach Ärzten und anderen Gesundheitsdienstleistern, Kliniken, Gesundheitszentren, Apotheken und zugelassenen Medikamenten, Selbsthilfegruppen)

Nach Angabe der Verantwortlichen orientieren sich die Inhalte des Webportals an den Qualitätskriterien der „Guten Gesundheitsinformation Österreich“ der Österreichischen Plattform Gesundheitskompetenz.

## Organisation und Finanzierung
Das Gesundheitsportal gesund.bund.de ist eine Initiative des Bundesministerium für Soziales, Gesundheit, Pflege und Konsumentenschutz, das auch als Herausgeber fungiert. Die redaktionelle Betreuung des Gesundheitsportals erfolgt durch die Gesundheit Österreich GmbH (GÖG). Chefredakteur ist seit Beginn des Programms der Journalist Stephan Fousek, der auch maßgeblich an Entwicklung und Aufbau des Portals beteiligt war. Mitte 2020 umfasste die Redaktion 10 ständige Mitarbeitende.
Die Redaktion arbeitet mit ausgewählten Partnern und Experten zusammen, die auf der Website ausgewiesen sind. Hierzu gehören unter anderem die Agentur für Gesundheit und Ernährungssicherheit, Medizin transparent und der Hauptverband der österreichischen Sozialversicherungsträger.
Die Nutzung des Portals ist kostenfrei und wird aus dem Haushalt des herausgebenden Ministeriums finanziert.

## Nutzung
Mehr als 11,8 Millionen Menschen besuchten nach Angaben von Gesundheit Österreich im Jahr 2019 die Seiten des gesundheit.gv.at – gegenüber dem Vorjahr bedeutete dies eine Steigerung um über 5 Millionen eindeutige Besucher. Die drei am häufigsten nachgefragten Themenbereiche 2019 des mehr als 6000 Seiten umfassenden Angebotes waren „Krankheiten“, „Gesund leben“ und „Diagnose & Labor“.